# اومفال

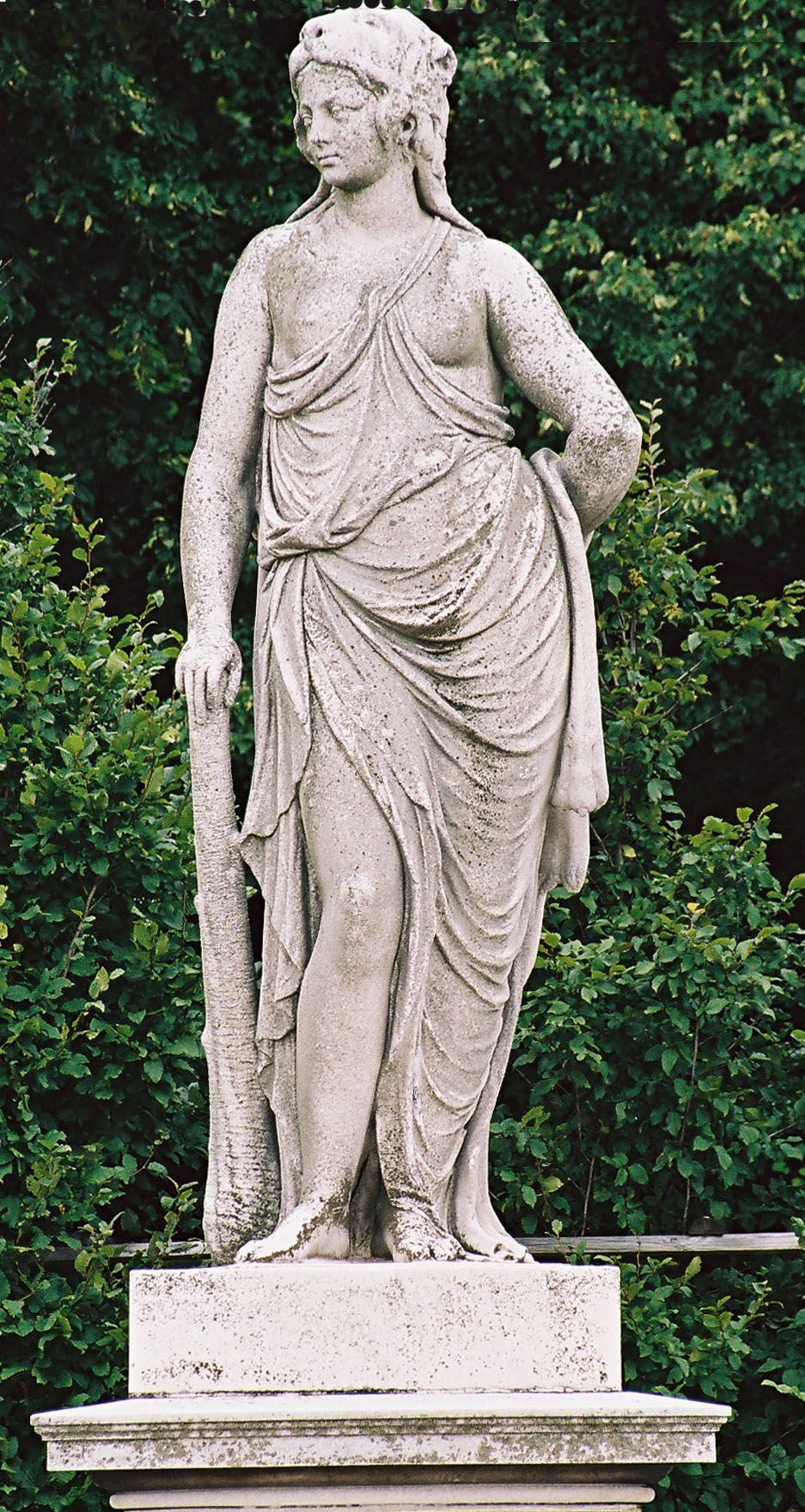
تندیس اومفال در حالی که جامهٔ هراکلس را به تن دارد.

اومفال (به یونانی: Ὀμφάλη) در اساطیر یونانی، دختر پادشاه لیدیه لاردانوس و همسر تیمولوس بود. او ملکهٔ پادشاهی لیدیه در آناتولی بود و پس از مرگ همسرش تاج و تخت پادشاهی را به ارث برد و به تنهایی به سلطنت خود ادامه داد. هراکلس به عنوان مجازات برای قتل ایفیتوس، پسر شاه ائوروتوس به فرمان زئوس محکوم شد به مدت سه سال به بردگی اومفال درآید و در دربارش مشغول کار شود. اومفال در یونانی به معنی ناف (یا محور) ممکن است نشان دهنده ایزدبانوی قابل توجه زمین در لیدیه باشد.

## هراکلس و اومفال
هراکلس برای کفاره قتل ایفیتوس به نزد یکی از پیشگوهای معبد دلفی به نام «Xenoclea» رفت، اما او حاضر به صحبت کردن با فردی بی‌دین نبود. در این بین زئوس اعلام کرد هراکلس یکباره دیگر برای قتل یک انسان محکوم به مجازات است و قرار شد به مدت سه سال به بردگی اومفال درآید. هراکلس در حقیقت به عنوان یک برده به اومفال متعلق بود و ملکه او را از هرمس، ایزد پیام‌رسان یونانی خریداری کرد. منابعی بسیاری به شکل متون و آثار هنری از هراکلس وجود دارد که او مجبور به انجام کارهای زنانه بود و همچنین جامهٔ زنانه به تن می‌کرد در حالی که سبدی از پنبه در دست داشت، در حالی که خود ملکه پوست شیر نیمیانی برتن داشت و گرز چوب زیتونی هراکلس را با خود حمل می‌کرد. بر طبق نمایشنامه‌نویس آتنی سوفوکل، این مسئله بسیار برای هراکلس شرم‌آور بود و احساس بی‌احترامی عمیقی در او به عنوان بردهٔ یک زن شرقی وجود داشت (برده‌ها در جامعه‌های یونان اغلب از مناطق غیر یونانی بودند، بنابراین اسارت این پهلوان نامدار یونانی بدست یک ملکهٔ بربر از لیدیه به مانند یک عقب‌گرد برای یونانیان به حساب می‌آمد).
اما هراکلس در طول اقامت خود در لیدیه شهر ایتون را تسخیر کرد و مردم آن را به بردگی گرفت. او همچنین سیلئوس، که رهگذران را مجبور به شخم زدن تاکستان خود می‌نمود کشت، و موجودات شبیه به میمون کرکوپس را اسیر کرد و جنازهٔ ایکاروس را به خاک سپرد. پس از مدتی اومفال هراکلس را آزاد کرد و او را به عنوان همسر خود برگزید.